# Новичков Віктор Омелянович
Віктор Омелянович Новичков (8 березня 1916, село Гур'євка, тепер Баришського району Ульяновської області, Російська Федерація — ?) — радянський діяч, перший заступник голови Ради міністрів Таджицької РСР. Депутат Верховної ради Таджицької РСР 5-го, 7—8-го, 10-го скликань. Депутат Верховної ради СРСР 6-го і 9-го скликань. 

## Життєпис
З 1932 року — слюсар фабрики в селі Гур'євці Баришського району, учень гірничо-технічного технікуму. З 1936 року — технік, технік зміни, начальник підривних робіт сланцевого комбінату імені Кірова в Ленінградській області.
У жовтні 1937—1940 роках — у Червоній армії.
У 1940—1941 роках — технічний інспектор Головного управління автомобільних доріг Таджицької РСР.
Член ВКП(б) з 1941 року.
У 1941—1942 роках — інструктор відділу ЦК КП(б) Таджикистану.
З 1942 по липень 1945 року — у Червоній армії, учасник німецько-радянської війни. З травня 1943 року служив начальником штабу 1-го дивізіону, помічником начальника штабу 224-го мінометного полку 11-ї мінометної бригади 12-ї артилерійської дивізії Резерву головного командування. Воював на Центральному, Брянському, 1-му Білоруському фронтах.
З 1946 року — інструктор відділу ЦК КП(б) Таджикистану; директор Сталінабадського (Душанбинського) механічного заводу імені Орджонікідзе.
Закінчив Таджицький державний університет.
До 1961 року — перший заступник голови виконавчого комітету Душанбинської міської ради депутатів трудящих.
У 1961—1962 роках — 1-й заступник голови Ради міністрів Таджицької РСР.
У березні 1962 — грудні 1973 року — заступник голови Ради міністрів Таджицької РСР.
У грудні 1973 — листопаді 1984 року — 1-й заступник голови Ради міністрів Таджицької РСР.
З листопада 1984 року — персональний пенсіонер.

## Звання
- старший лейтенант
- капітан

## Нагороди
- орден Жовтневої Революції
- орден Червоного Прапора (9.06.1945)
- два ордени Вітчизняної війни І ст. (17.03.1945, 6.04.1985)
- три ордени Трудового Червоного Прапора
- два орден Червоної Зірки (16.12.1943, 26.07.1944)
- два орден «Знак Пошани»
- медаль «За перемогу над Німеччиною у Великій Вітчизняній війні 1941—1945 рр.» (1945)
- медалі